# Coeuve
Coeuve (antiguamente en alemán Kufen) es una comuna suiza del cantón del Jura, situada en el distrito de Porrentruy. Limita al norte con la comuna de Damphreux, al este con Vendlincourt, al sureste con Alle, al suroeste con Porrentruy, y al oeste con Courchavon y Basse-Allaine.